# 佐伯良謙
佐伯 良謙（さえき りょうけん、1880年（明治13年）10月28日 - 1963年（昭和38年）3月8日）は法相宗、聖徳宗の僧侶。第104代法隆寺管主。初代聖徳宗管長。
奈良県生駒郡斑鳩町生まれ。1888年（明治21年）より興福寺に入寺し、唯識を学ぶ。1905年（明治38年）法相宗勧学院研究科を卒業。1943年（昭和18年）に大僧正となる。1950年（昭和25年）佐伯定胤管主の後を継いで第104代法隆寺管主となり、法相宗管長にも就任。1951年（昭和26年）法相宗から離脱し聖徳宗を起こす。また焼失した法隆寺金堂の復旧に尽力する。1963年（昭和38年）死去。82歳没。